# Orquesta Sinfónica de la Facultad de Música
La Orquesta Sinfónica de la Facultad de Música "Estanislao Mejia" es una orquesta fundada en 2005 en la Facultad de Música de la Universidad Nacional Autónoma de México, entonces llamada Escuela Nacional de Música.
El nombre de la orquesta es un homenaje al compositor mexicano Estanislao Mejía Castro (San Idelfonso Hueyotlipan, Tlaxcala, 13 de noviembre de 1882 — Ciudad de México, 15 de junio de 1967) quien fue uno de los primeros directores de la Escuela Nacional de Música
En 2013, la OS-ENM inauguró el festival internacional Young Euro Classic en la Konzerthaus de Berlín, Alemania con un programa que incluyó selecciones de la Sinfonía no. 9 de Beethoven. En septiembre de 2016, como parte del año dual México-Alemania, la orquesta volvió a participar en el mismo festival, con selecciones de La Gioconda de Ponchielli y Tosca de Puccini, además de varias piezas de compositores mexicanos como Juventino Rosas y Sergio Cárdenas, quien a noviembre de 2016 es el director artístico de la orquesta. De acuerdo a Cárdenas, la recepción en esta presentación fue positiva, y la ovación suficiente para que la orquesta interpretara piezas adicionales fuera de programa.
La orquesta también se ha presentado en el Palacio de Bellas Artes de la Ciudad de México para el debut de la obra Solo e penoso del mismo director Sergio Cárdenas.